# Curt Panick
Curt Panick (* 1897; † 8. Januar 1963) war ein deutscher Mediziner.

## Werdegang
Panick diente während des Ersten Weltkriegs als Offizier. Er studierte in Gießen und Bad Nauheim und promovierte 1922 an der Universität Gießen. Anfangs war er als Praktischer Arzt in Offenbach am Main niedergelassen. Als einer der ersten Mediziner in Deutschland erstellte er als Sachverständiger Gutachten über die vertrauensärztliche Tätigkeit. Daneben war er ab 1927 für verschiedene Träger der Gesetzlichen Krankenversicherung selbst als Vertrauensarzt tätig, zunächst nebenberuflich, ab 1931 hauptberuflich für den Volksstaat Hessen und schließlich ab 1933 für den Verband der Krankenkassen in Berlin.   
Von 1942 bis 1945 nahm er die Vertretung des zum Kriegsdienst eingezogenen Landesvertrauensarztes in Berlin wahr. Nach dem Zusammenbruch unterstützte er die Krankenversicherungsanstalt Berlin (KVAB) beim Wiederaufbau der medizinischen Versorgung mit Gutachterdiensten und wurde 1952 als Direktor in die Geschäftsführung geholt.  
Mit der Wiedergründung des Bundesverbandes der Vertrauensärzte im Jahr 1951 wurde er in dessen Vorstand gewählt und 1953 zum Vorsitzenden des Verbandes.

## Schriften
- Über Knochenneubildungen in Laparotomienarben. - Giessen, Univ., Diss., 1923